# Polygyros
Polygyros är en stad i kommunen Dimos Polygyros i Mellersta Makedonien i Grekland. Staden är huvudstad i regiondelen Chalkidike och ligger 61 kilometer sydöst om Thessaloniki.
Polygyros ligger på Holomontas södra sluttningar, dess namn tros komma av de många svängarna och vändningarna i de omgivande bergen. En annan teori är att namnet kommer av "Poly-geros" (mycket stark), en syftning på det goda klimatet. Ytterligare en teori är att det kommer av "Poly-ieros" (mycket helig), då staden byggdes på ruinerna av antikens Apollonia där det fanns ett tempel tillägnat Apollon.
Staden omnämns under den byzantinska tiden och under den osmanska tiden var Polygyros ett centrum för handel och textilindustri. Den 17 maj 1821 startades ett uppror mot det osmanska riket i staden.
I Polygyros ligger ett arkeologiskt museum vilket visar fynd från hela Chalkidike. Fynden sträcker sig över en tidsperiod från bronsåldern till romersk tid.